# Christian Proust

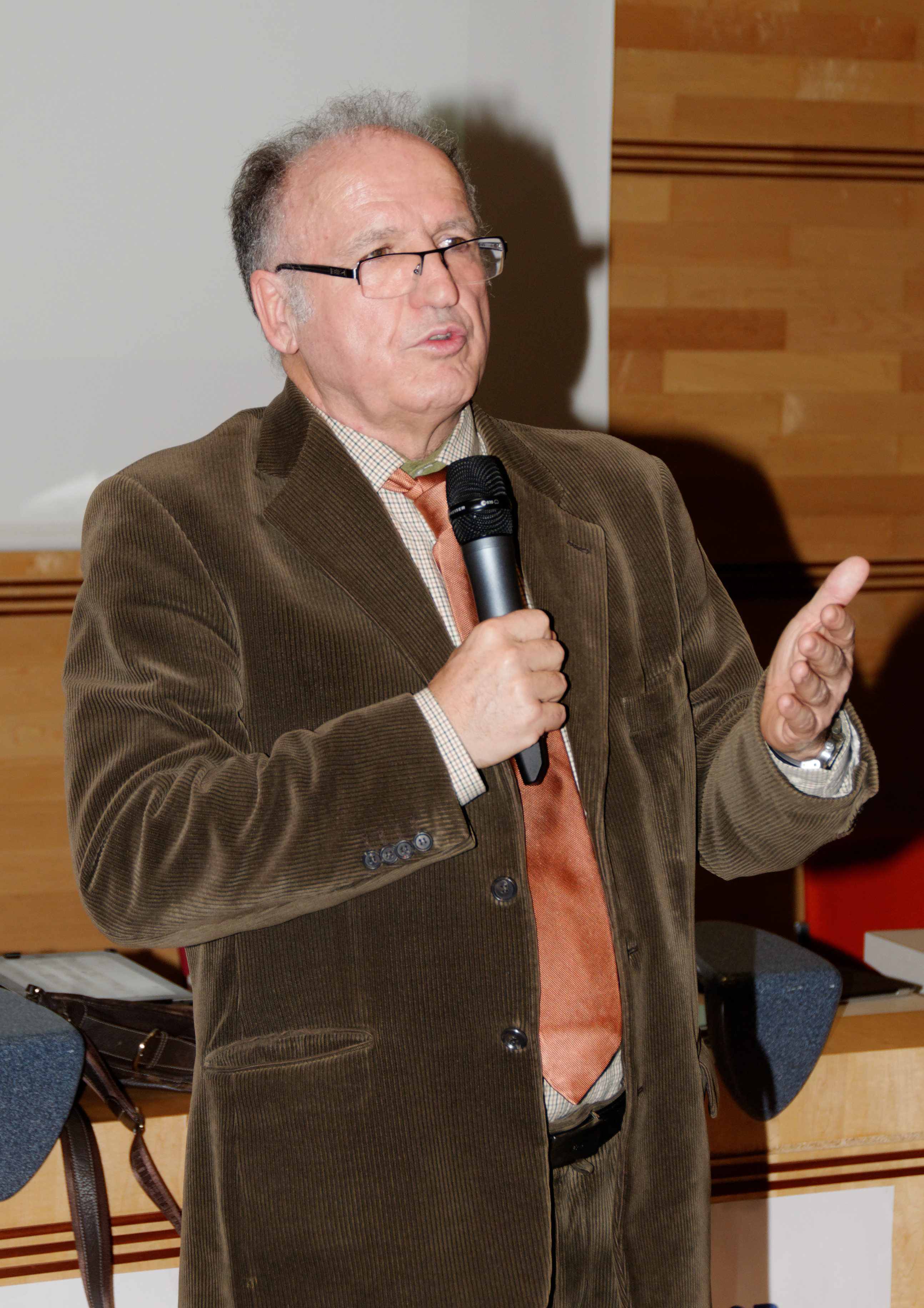
Christian Proust (2013)

Christian Proust (* 17. September 1949 in Lahr/Schwarzwald) ist ein französischer Politiker und Schriftsteller.

## Leben
Proust war von 1979 bis 2015 Mitglied des Generalrats des Territoriums Belfort, 1982 bis 2004 war er der Präsident dieses Generalrats, 1986 bis 2004 war er im Regionalrat der Franche-Comté und war von 1977 bis 2001 im Gemeinderat von Belfort.
Er schrieb politische Bücher.

## GigaStorage-Affäre
Im Jahr 1996 wurde er im Rahmen der sogenannten „GigaStorage“-Affäre wegen Betruges angeklagt und für 15 Tage in Untersuchungshaft genommen. 
Dabei ging es um die Zahlung öffentlicher Gelder in Höhe von 2,5 Millionen Francs im Herbst 1995 aus einem Interventionsfonds zur Schaffung von Arbeitsplätzen an das amerikanische Unternehmen BMI (Belfort Memory International) mit Sitz in Los Gatos, Kalifornien, einer Tochtergesellschaft von Gigastorage, einem Unternehmen des bulgarischen Geschäftsmannes Bisser Dimitrov.
Im Jahr 2004 wurden diese Vorwürfe fallengelassen.

## Werke
- En prison pour l’emploi : l’affaire GigaStorage. La Nuée Bleue, 1996, ISBN 978-2-7165-0417-1.
- Guide pratique pour oser s’impliquer dans la vie politique locale. 2. ed. 2020. ISBN 978-2-37425-154-7
- Oser s’impliquier pour transformer la démocratie vous..., 2021
- Ľ’Aigoul et son observatoire. 1974